# Talon (miejscowość)
Talon – miejscowość i gmina we Francji, w regionie Burgundia-Franche-Comté, w departamencie Nièvre.
Według danych na rok 1990 gminę zamieszkiwało 57 osób, a gęstość zaludnienia wynosiła 9 osób/km² (wśród 2044 gmin Burgundii Talon plasuje się na 853. miejscu pod względem liczby ludności, natomiast pod względem powierzchni na miejscu 1156.).